# 美術学校騒動
美術学校騒動（びじゅつがっこうそうどう）とは、1898年に岡倉天心が帝室博物館美術部長並びに東京美術学校校長を辞職するにあたり起きた学校騒動。「美校騒動」（びこうそうどう）とも。

## 概要
1898年（明治31年）、九鬼隆一の帝国博物館館長更迭の噂が広まると、かねて岡倉天心と不仲になっていた東京美術学校の図案科教師である福地復一は、岡倉の就いていた帝国博物館美術部長の地位と引き換えに九鬼の留任運動をするという働きかけを行なった。当時、博物館の運営方針や、九鬼の妻・九鬼波津子をめぐる問題（築地警醒会なる団体が岡倉批判の怪文書を関係各方面に送る）で岡倉との関係が悪化していた九鬼がこれを受け入れたために、岡倉は帝国博物館美術部長・東京美術学校校長を辞任した。
これに対して東京美術学校の教師陣は、黒田清輝らの西洋画科を除き全教師が一斉辞職を決議した。しかし、新校長高嶺秀夫、同校監事久保田鼎らの教授陣に対する留任運動が行なわれ、その結果、一部の教授は留任することとなった。岡倉らの辞職発表後、学生たちは校内に集まり、岡倉・橋本の復職を希望し議論したが、文部省の中川参事官が現れ、岡倉の友人である高嶺の新校長就任を発表、教授陣の復職についても高嶺に一任するとしたため、騒ぎは収まった。
教授たちの取った行動は大まかに類別すると次のようになった。
- 硬派（天心辞職に抗議し教授辞職）橋本雅邦、西郷孤月、菱田春草、寺崎広業、横山大観、岡部覚弥、桜岡三四郎
- 準硬派（天心辞職に抗議し教授辞職の意思を示したが本心は留任希望）下村観山、本多天城、剣持忠四郎、六角紫水、川崎千虎、後藤貞行、新納忠之介、桜井正次、山田敬中、関保之助、小堀鞆音
- 軟派（天心辞職に抗議したが留任）高村光雲、石川光明、山田鬼斎、竹内久一、林美雲、川端玉章、海野勝珉、海野美盛、向井繁太郎、川之邊一朝、金井清吉、岡崎雪聲、杉浦竜次郎、沼田勇次郎、藤本万作、橋本市蔵

岡倉天心と、このとき同盟辞職した教授たちが中心になって日本美術院を創設した。支援者から3万円を集め、谷中初音町の岡崎雪聲の所有地に建設した。1900年（明治33年）、波津子は隆一との離婚が決まり、星崎姓に復する。この事件後、彼女の精神的疾患は重篤となり、1906年（明治39年）、隆一その他により、東京府巣鴨病院（精神科）宛ての波津子の入院申請書が提出された。後に世田谷区の松沢病院に移され、容態の悪化により退院し逝去した。隆一の死の2か月後だった。